# Jędrzej Wincenty Ustrzycki
Jędrzej Wincenty Ustrzycki, Andrzej Wincenty Ustrzycki (łac. Andreas Vincentius Ustricius; ur. w połowie XVII wieku w Unichowie (niem. Vainagh, węg. Vajnág (ukr. Вонігово) obecnie Rejon tiacziwski), zm. w 1710) – polski poeta, doktor obojga praw, benedyktyn, opat mogileński i tłumacz.

## Pochodzenie i kariera
Pochodził z rodziny szlacheckiej (herbu Przestrzał) – był synem kasztelana przemyskiego Mikołaja Ustrzyckiego (zm. w 1693) i Anny Bireckiej (Ustrzyckiej, Ossolińskiej, zm. po 1703).
Przez wiele lat podróżował po południowej Europie, prawdopodobnie studiował we Włoszech. Poznał bardzo dobrze język i literaturę starożytnego Rzymu, Włoch i Francji. Był proboszczem katedry przemyskiej, od 1685 piastował godność kanonika katedralnego w Przemyślu. Jako benedyktyn, ok. 1708 przebywał w klasztorze na Św. Krzyżu i przypuszczalnie był opatem w Mogilnie. W 1685 wyjechał do Włoch.

## Twórczość
Przebywając w Rzymie, wygłosił mowę Verus in Monstra Alcides Divus Casimirus Poloniarum princeps (opublikowana w 1685). Wydał zbiór tłumaczeń Troista historia, to jest Prozerpina, Faeton, Achilles z innymi drobniejszymi edycjami (Kraków 1700, 1. wyd. samej Prozerpiny w 1689).
Jego głównym dziełem jest łacińska epopeja Sobiesciados seu De laudibus Ioannis Magni (Wenecja, 1686), znana również jako Sobiesciada. Liczy ona 4000 wersów heksametrycznych, a podzielona jest na 5 ksiąg. Opisują one kolejno:
1. życie Jana Sobieskiego do chwili zwycięstwa pod Chocimiem oraz dzieje jego przodków,
2. wybór na króla i pierwsze lata rządów,
3. koronację oraz (w zarysie) dzieje Polski,
4. uroczystości związane z koronacją, przybycie cesarskiego posła i naradę Polaków nad zawarciem przymierza z Austrią,
5. przygotowania chrześcijan i Turków do wojny, a w końcu – wiktorię wiedeńską.

Główny bohater jest ukazany jako wybraniec Boga, który w Jego imieniu ma obronić chrześcijaństwo. Sobiesciada jest wzorowana przede wszystkim na Farsalii Lukana. Jej styl jest naturalny i zajmujący, zawiera znakomite opisy przyrody. Należy do najwybitniejszych dzieł literackich, poświęconych Janowi III Sobieskiemu. Nosi znamiona polskiej epopei narodowej, a także epopei chrześcijańskiej. Zyskała rozgłos nie tylko w Polsce, ale i w Europie. Ustrzycki jest też autorem Historii o Krucjatach (Kraków 1707) i Historii o herezji obrazobojców (Kraków 1717).